# Spiegelorchis
De spiegelorchissen (Ophrys) vormen een voornamelijk in Europa voorkomend geslacht uit de orchideeënfamilie (Orchidaceae). Het geslacht telt ongeveer 130 soorten, waarvan drie in België en/of Nederland voorkomen.

## Naamgeving en etymologie
De botanische naam Ophrys komt uit het Grieks en betekent ‘wenkbrauw’, wat zou moeten slaan op de behaarde lip van sommige soorten. De naam wordt reeds gebruikt door Plinius de oudere (23-79 vc) in zijn Naturalis Historia, alhoewel hij er waarschijnlijk een andere plant mee aanduidde.
De Nederlandse naam slaat op de manier waarop deze planten insecten aanlokken, namelijk door ze te imiteren.

## Kenmerken
Spiegelorchissen zijn allen terrestrische, overblijvende kruiden die overwinteren met twee ondergrondse, gedeelde knollen. Elk jaar ontstaan er reeds tijdens de bloei twee nieuwe knollen, terwijl de oude afsterven.
Als eerste uiterlijke teken van de nieuwe plant groeit er in de late zomer of herfst een bladrozet die overwintert en dikwijls al verdroogd is bij het begin van de nieuwe bloei. In het voorjaar verschijnt een bloeistengel met meerdere stengelomvattend bladeren, lancetvormig en steeds ongevlekt, naar boven toe kleiner wordend tot schubben.
De bloeiwijze is een ijle aar met twee tot maximaal twaalf bloemen. De bloemen zijn variabel van grootte, tot enkele centimeters, en staan steeds wijd open. De bloembladen kunnen alle kleuren hebben en zijn zelfs binnen één soort nogal variabel van kleur. De buitenste bloemdekbladen zijn steeds groter dan de binnenste. Er is geen spoor.

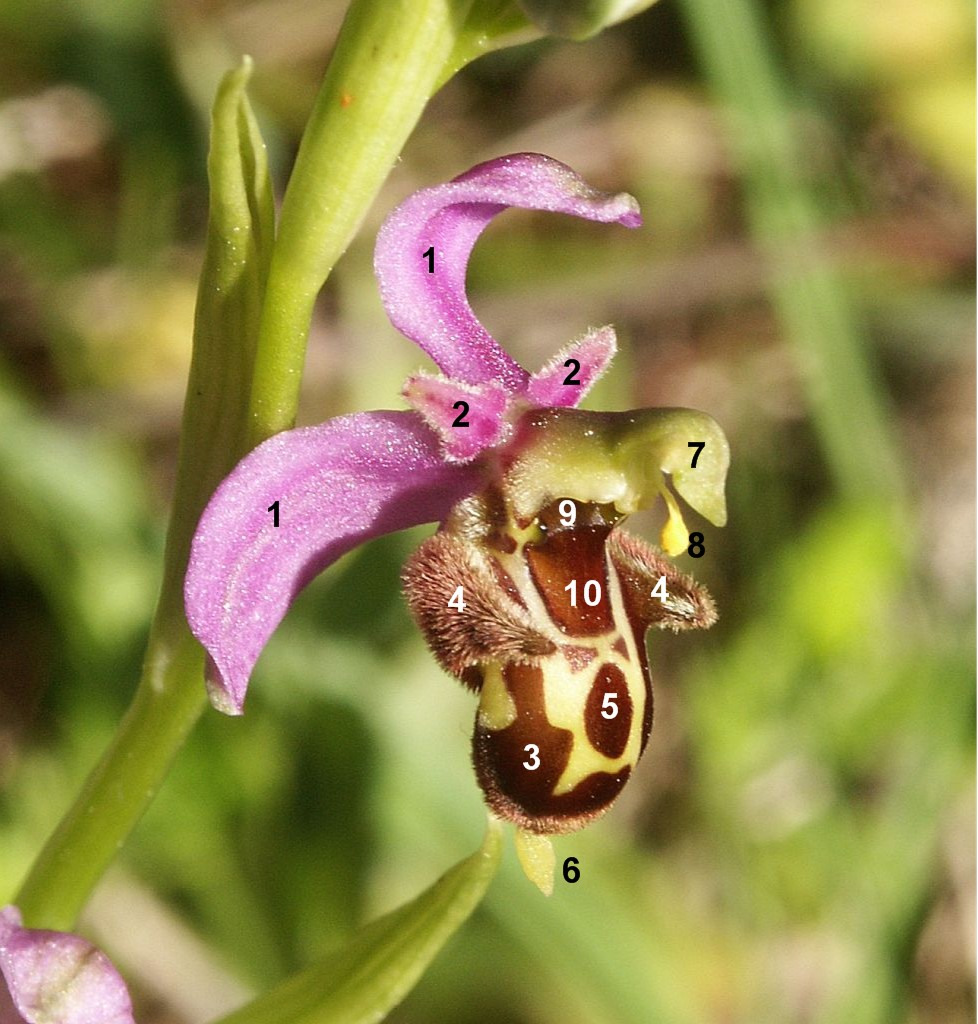
Ophrys 1: buitenste bloemdekbladen; 2: binnenste bloemdekbladen; 3: lip - middenlob; 4: lip - zijlobben; 5: speculum; 6: aanhangsel; 7: gynostemium; 8: pollinia (stuifmeelklompjes); 9: stempelholte met pseudo-ogen; 10: basaal veld

Maar het is vooral de opvallende en grote lip of labellum die de bloem van de spiegelorchissen uniek maakt, niet alleen door de afwijkende vorm, maar ook door de manier waarop ze insecten aanlokt. De lip lijkt namelijk sprekend op een vrouwelijk insect, en wel van die soort die belangrijk is voor de bestuiving. Al naargelang de soort spiegelorchis kunnen dat wespen, bijen, hommels, kevers of nog andere insecten zijn. Meestal wordt slechts één soort, of enkele nauw verwante aangelokt. Dit verschijnsel wordt ook wel mimicry genoemd.
De lip is daarvoor meestal bolvormig opgeblazen en in drie gedeeld, behaard (vooral op de twee zijlobben) en met een felgekleurd en getekend speculum of middenstuk. Bovenaan zit het gynostemium, de centrale reproductieve zuil van de orchis, die bestaat uit de gefuseerde vrouwelijke stamper en mannelijke meeldraden, en waaronder de stuifmeelkorrels of pollinia zichtbaar zijn. Aan de basis van het gynostemium bevindt zich de stempelholte, een komvormige uitholling in de bloemlip waarvan de vorm, kleur, en versiering soortspecifiek zijn. Bij sommige soorten bevinden zich aan beide zijden van de stempelholte pseudo-ogen, donkere, glanzende en bolvormige structuren die de ogen van het insect imiteren. Tussen de stempelholte en het speculum bevindt zich bij de meeste soorten een basaal veld, een veld dat dikwijls feller gekleurd is dan de rest van de lip. Onderaan de lip hebben sommige soorten ook nog een geel aanhangsel, waarvan de functie niet duidelijk is.

## Levenswijze en voortplanting
Behalve hun imitatievorm en –kleur hebben spiegelorchissen ook nog ander verleidingstechnieken. Zo lokken ze hun bestuivers ook nog met geuren die de typische geurstoffen van vrouwelijke insecten imiteren, de zogenaamde feromonen. Er zijn tot wel honderd verschillende geurstoffen geïdentificeerd, elk gelijkend op een specifiek feromoon maar toch niet volledig gelijk. Sommige geuren zijn sterk, maar weinig specifiek, ze trekken veel verschillende soorten insecten aan. Deze geurstoffen werken op grotere afstand en lokken de mannelijke insecten tot in de nabijheid van de bloem. Andere werken enkel op korte afstand maar zijn zeer specifiek, en zorgen er samen met de vorm en kleur van de lip voor dat de juiste mannetjes worden verleid om neer te strijken.
Wat de spiegelorchissen daarbij helpt, is dat bij insecten over het algemeen de mannetjes iets eerder uitsluipen dan de vrouwtjes. De spiegelorchissen hebben zich daaraan aangepast en staan op het juiste moment in volle bloei. De onervaren jonge mannetjes zien zich plots geconfronteerd met bloemen die lijken op een vrouwtje, en die ook ongeveer de juiste geur hebben.
De mannelijke insecten worden door de imitatie-geurstoffen zo opgewonden dat ze vervolgens met de bloem trachten te copuleren (schijncopulatie). Tijdens deze pogingen krijgen zij de stuifmeelpakketjes of pollinia tegen de kop of het achterlijf gekleefd. Bij een volgende schijncopulatie komen de stuifmeelpakketjes, die tijdens de vlucht van het insect iets gezakt zijn, op de stamper van de bloem terecht waarna de bevruchting volgt.
Deze zeer gespecialiseerde levenswijze heeft belangrijke gevolgen voor de evolutie binnen de spiegelorchissen. De bestuivers passen zich geleidelijk aan en laten zich steeds minder snel misleiden, zodat er in een poging de aandacht te blijven trekken steeds nieuwe lipvormen, kleuren en geuren verschijnen. Bijna nergens ontstaan er zo snel nieuwe vormen, ondersoorten en zelfs soorten dan bij deze orchideeën. Vermits de soorten onderling ook nog eens veelvuldig hybridiseren is de taxonomie van dit geslacht zeer ingewikkeld en onstabiel.

## Verspreiding en voorkomen
Spiegelorchissen komen voor in Midden- tot Zuid-Europa, rond de Middellandse Zee tot in Noord-Afrika en Klein-Azië.
Ze zijn warmteminnend en prefereren kalkgraslanden in volle zon of onder licht struikgewas. De bloeitijd is meestal in het voorjaar.

## Verwante en gelijkende soorten
De spiegelorchissen hebben geen nauwe of andere verwanten waarmee ze verward zouden kunnen worden.

## Beschreven soorten
De spiegelorchissen worden verder opgedeeld in verschillende secties en subsecties, soorten en ondersoorten. In België en Nederland zijn drie of vier soorten inheems.
| Soorten van de Benelux                                          | Soorten van de Benelux       | Soorten van de Benelux |
| --------------------------------------------------------------- | ---------------------------- | ---------------------- |
| Ophrys apifera Huds. (1761)                                     | Bijenorchis                  |                        |
| Ophrys fuciflora (Burm. f.) Greuter (1967)                      | Hommelorchis                 |                        |
| Ophrys insectifera L. (1753)                                    | Vliegenorchis                |                        |
| Ophrys sphegodes Mill. (1768)                                   | Spinnenorchis                |                        |
| Soorten van Europa                                              |                              |                        |
| Ophrys arachnitiformis Gren. & Philippe (1859)                  |                              |                        |
| Ophrys araneola Rchb. (1831)                                    | Vroege spinnenorchis         |                        |
| Ophrys aveyronensis (J.J.Wood) P.Delforge (1984)                |                              |                        |
| Ophrys aymoninii (Breistr.) Buttler (1986)                      | Vliegenorchis van de Causses |                        |
| Ophrys bilunulata Risso (1844)                                  |                              |                        |
| Ophrys bombyliflora Link (1800)                                 |                              |                        |
| Ophrys fusca Link (1799)                                        | Bruine ophrys                |                        |
| Ophrys incubacea Bianca (1824)                                  |                              |                        |
| Ophrys lesbis Gölz & H.R.Reinhard (1989)                        |                              |                        |
| Ophrys lupercalis Devillers-Tersch. & Devillers (1994)          |                              |                        |
| Ophrys lutea (Gouan.) Cav. (1793)                               | Gele orchis                  |                        |
| Ophrys passionis Sennen ex Devillers-Tersch. & Devillers (1994) |                              |                        |
| Ophrys provincialis (H.Baumann & Künkele) Paulus (1988          |                              |                        |
| Ophrys pseudoscolopax (Moggr.) Paulus & Gack (1999)             |                              |                        |
| Ophrys scolopax Cav. (1793)                                     | Sniporchis                   |                        |
| Ophrys speculum Link (1800)                                     |                              |                        |
| Ophrys splendida Gölz & Reinhard (1980)                         |                              |                        |
| Ophrys sulcata Devillers-Tersch. & Devillers (1994)             |                              |                        |
| Ophrys tenthredinifera Willd. (1805)                            |                              |                        |
| Ophrys vetula Risso (1844)                                      |                              |                        |